# Lewis Hill (Hügel)
Der Lewis Hill ist ein 75 m hoher und vulkanischer Hügel auf der westantarktischen James-Ross-Insel. Er ragt 1,5 km ostnordöstlich des Stoneley Point auf.
Das UK Antarctic Place-Names Committee benannte ihn 1984 nach Mark Peter David Lewis (* 1949) vom British Antarctic Survey, der zwischen 1982 und 1983 in diesem Gebiet tätig und Leiter der Rothera-Station (1980–1982) und der Faraday-Station (1982–1984) war.